# Station Sjoa
Station Sjoa is een station in Sjoa in de gemeente Sel in fylke Innlandet in Noorwegen. Het stationsgebouw dateert uit 1896 en is een ontwerp van Paul Due. Sjoa is gesloten voor personenvervoer, het is nog wel in gebruik als wisselspoor.